# Bussen (film fra 1963)
 For alternative betydninger, se Bussen. (Se også artikler, som begynder med Bussen)
Bussen er en dansk komediefilm fra 1963 instrueret af Finn Henriksen efter manuskript af Bob Ramsing. Filmen er en ny indspilning af en norsk film af samme navn fra 1961.

## Medvirkende
- Dirch Passer
- Malene Schwartz
- Lily Broberg
- Karl Stegger
- Paul Hagen
- Ove Sprogøe
- Lone Hertz
- Axel Strøbye
- Gunnar Lemvigh
- Ole Monty
- Grethe Mogensen
- Arthur Jensen
- Tove Maës
- Valsø Holm
- Hugo Herrestrup
- Aage Winther-Jørgensen
- Gunnar Strømvad